# René-Victor Pilhes
René-Victor Pilhes (ur. 1 lipca 1934 w Paryżu, zm. 7 lutego 2021) – francuski pisarz. Po początkowych sukcesach w branży reklamowej, rozpoczął karierę pisarską od pisania zabawnych opowiadań o stylistyce barokowej. W jego późniejszych powieściach nie brakuje wątków psychoanalitycznych i społecznych, w tym krytyki wielkich korporacji (np. Bazyliszek).

## Publikacje
- La Rhubarbe (1965)
- Le Loum (1969)
- L'Imprécateur (1974, Bazyliszek, polskie wydanie – 1977, wydawnictwo Czytelnik)
- La Bête (1976)
- Toute la vérité (1980)
- La Pompéi (1985)
- Les Démons de la cour de Rohan (1987)
- L'Hitlérien (1988)
- La Médiatrice (1989)
- La Position de Philidor (1992)
- La Faux (1993)
- Le Fakir (1995)
- Le Christi (1997)
- La Jusquiame (1999)

## Ekranizacje
- La Faux (2003)
- L'Imprécateur, (1977)

## Nagrody literackie
- Prix Médicis (1965) za La Rhubarbe
- Prix Femina (1974) za L'Imprécateur